# Violino, bicchiere di vino, pipa e calamaio
Violino, bicchiere, pipa e calamaio è un dipinto a olio su tela (81x54 cm) realizzato nel 1912 dal pittore spagnolo Pablo Picasso. È conservato nella Národní galerie di Praga.
I quattro oggetti non sono molto visibili tra le sfaccettature grigie, tuttavia possiamo riconoscere una pipa bianca in basso a sinistra; del violino invece è distinguibile solamente la risonanza e la chiocciola. La tela utilizzata per questo quadro è ovale, forma utilizzata da Picasso in diverse altre sue opere.